# Pergalumna corolevuensis
Pergalumna corolevuensis är en kvalsterart som beskrevs av Hammer 1971. Pergalumna corolevuensis ingår i släktet Pergalumna och familjen Galumnidae. Inga underarter finns listade i Catalogue of Life.